# Плоскоклювый виреон
Плоскоклювый виреон (лат. Vireo nanus) — вид воробьинообразных птиц из семейства виреоновых. Обитают на территории Республики Гаити и в Доминиканской Республике. Иногда его выделяют в собственный род Lawrencia.

## Описание
Длина тела 12—13 см. Масса 10,4—11 г. Кольцо вокруг глаза разорванное. Верхняя часть головы птицы от лба до затылка и верхняя часть её тела тускло-зелёная.

## Биология
Питаются насекомыми и фруктами. Пищу ищут в невысоких кустах или на земле. Гнездо чашеобразное, сплетенное из растительного материала. Сезон размножения — с февраля по июнь. В кладке 2 белых яйца.
МСОП присвоил виду охранный статус LC.